# Trucanini

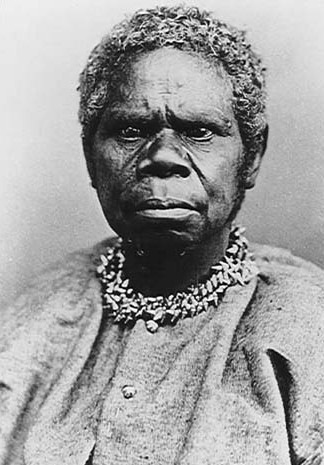
Trucanini in 1866

Trucanini of Truganini, bijnaam Lalla Rookh (circa 1812 – 8 mei 1876), was naar men aanneemt de laatste volbloed Aboriginal van Tasmanië.

## Leven
Trucanini werd rond 1812 geboren op Brunyeiland voor de kust van Tasmanië. Ze mat maar 1,28 m. Haar moeder en verschillende andere familieleden werden vermoord door blanken. In 1828 maakte ze de oversteek naar het vasteland van Australië. Haar mannelijke metgezellen werden door blanke houthakkers vermoord en Trucanini werd verkracht. De volgende jaren overleefde ze rond kampen van de blanken als prostituee. Door een geslachtsziekte werd ze onvruchtbaar. In 1830 vergezelde ze de Britse zendeling en filantroop George Augustus Robinson op een expeditie door Tasmanië om contact te leggen met de overgebleven Aboriginals. Robinson verzamelde de Tasmaanse Aboriginals, waaronder Trucanini, op Flinderseiland, waar hij ze probeerde te europeaniseren. Nadat al haar metgezellen een voor een overleden waren, overleed ook Trucanini in mei 1876. 

## Dood
Haar laatste wens was om op zee begraven te worden, want ze had een heilige schrik om te eindigen zoals William Lanne. Die was de laatste mannelijke Aboriginal van Tasmanië en na zijn dood in 1869 werd er over zijn lijk gevochten door blanke wetenschappers. Trucanini werd op 11 mei 1876 plechtig begraven, maar in 1878 werd haar lijk opgegraven, werden haar beenderen gekookt en in een kist opgeborgen. Uiteindelijk eindigde haar skelet in een Tasmaans museum. Daar stond het tentoongesteld tot 1947. In 1976 werden haar beenderen uiteindelijk gecremeerd en werd haar as uitgestrooid in het Nauw van d'Entrecasteaux.

## Trivia
Truganini is een song van de Australische band Midnight Oil.